# Benny Friedman
Benjamin „Benny“ Friedman (* 18. März 1905 in Cleveland, Ohio; † 24. November 1982 in New York City) war ein US-amerikanischer American-Football-Spieler. Er spielte als Quarterback in der National Football League (NFL) bei den Cleveland Bulldogs, den Detroit Wolverines, den New York Giants und den Brooklyn Dodgers. Friedman gilt als der erste Quarterback, der mehr durch seine Leistungen als Passgeber als durch seine Fähigkeiten als Läufer und Blocker auf sich aufmerksam machte.

## Jugend
Benny Friedman wurde als Sohn orthodoxer jüdischer Einwanderer aus Russland in Cleveland geboren. Er war das vierte von sechs Kindern. Sein Vater arbeitete als Kürschner und Schneider. An der Cleveland East Tech High School spielte er Basketball und Baseball. Als Footballspieler wurde er nach kurzer Zeit von dem Trainer der Mannschaft nicht mehr akzeptiert. Er wurde als zu schmächtig betrachtet. Nach seinem Wechsel an die Glenville High School konnte er dort auch als Footballspieler überzeugen. Er konnte 1922 in der regular Season die Mannschaft seiner ehemaligen Schule mit 31:0 besiegen. Im Endspiel um die Stadtmeisterschaft gewann sein Team nochmals mit 13:0. Die Scouts der College-Football-Mannschaften waren auf Friedman aufmerksam geworden. Die Pennsylvania State University sah von einem Stipendium für Friedman ab, da auch der Trainer der „Nittany Lions“ ihn für körperlich nicht geeignet hielt.

## Spielerlaufbahn

### Collegekarriere
Benny Friedman studierte von 1923 bis 1926 an der University of Michigan. Da seine finanziellen Mittel begrenzt waren, arbeitete er als Trommler in einem chinesischen Restaurant, verkaufte Theatertickets und Bücher im Universitätsbuchladen. Ab 1924 spielte er für die College-Football-Mannschaft auf der Position eines Quarterbacks. American Football war in erster Linie ein Laufspiel. Die Regeln für das Passspiel waren kompliziert und benachteiligten die angreifende Mannschaft. Der Quarterback durfte sich zum Passwurf nur fünf Schritte hinter die Line of Scrimmage begeben und konnte auch nach dem Passwurf durch die Defense attackiert werden. Friedman war einer der ersten Spieler, der den Passwurf als dominierende Angriffstaktik einsetzte. Um den Football besser greifen zu können, trainierte er ständig seine Hände und Finger. Da er dem Ball beim Wurf eine Drehung um die Längsachse mitgab, erreichte er eine stabile Flugbahn. Dem eigenen Passempfänger wurde es dadurch erleichtert den Ball zu fangen. In den Spieljahren 1925 und 1926 führte Friedman seine Mannschaft jeweils zur Conference-Meisterschaft. In beiden Jahren wurde er zum All-American und 1926 zudem zum wertvollsten Spieler seiner Mannschaft und der Liga gewählt.

### Profikarriere
Benjamin Friedman wurde im Jahr 1927 Profispieler bei den Cleveland Bulldogs. Er wurde als Quarterback und Placekicker eingesetzt. Nachdem die Bulldogs nach der Saison den Spielbetrieb einstellen mussten, wurde aus den Resten der Bulldogs die Detroit Wolverines gegründet. Friedman war mittlerweile landesweit bekannt. Nach der Saison 1928 kaufte der Besitzer der New York Giants, Tim Mara, das Team aus Detroit. Er ließ den Spielbetrieb einstellen und Friedman spielte für ein Jahresgehalt von 10.000 US-Dollar fortan für das Team aus New York City. Mit der Verpflichtung von Friedman gelang es Mara seine Mannschaft in die Gewinnzone zu führen. Während die Mannschaft im Jahr 1928 noch einen Verlust von 40.000 US-Dollar (nach anderen Quellen 54.000 US-Dollar) erwirtschaftete, sorgte die spektakuläre Spielweise von Friedman 1929 für einen Jahresgewinn von 8.500 US-Dollar und in den Jahren 1930 und 1931 für einen Gewinn von 23.000 und 35.000 US-Dollar. Mit Ray Flaherty und Red Badgro standen Spieler in den Reihen der Giants, die in der Lage waren die Pässe von Friedman zu fangen und zu Touchdowns zu verwerten.
1929 und 1930 schlossen die Giants die Spieljahre jeweils auf dem zweiten Tabellenplatz ab. Zeitweise übte Friedman 1930 auch das Amt des Head Coaches der Giants aus. Friedman war in allen vier Spieljahren der beste Passwerfer in der NFL. Nach der Saison 1931 verließ Friedman, der inmitten der Saison eine schwere Knieverletzung erlitt hatte, das mittlerweile von Steve Owen trainierte Team. Er hatte zuvor Tim Mara um eine Beteiligung an den Giants gebeten, die dieser abgelehnt hat. Der Besitzer der Brooklyn Dodgers nutzte die Gelegenheit und verpflichtete Friedman 1932 als Quarterback und Trainer. In Brooklyn konnte Friedman an seine vorhergehenden Leistungen nicht mehr anschließen. Die 1931 erlittene Knieverletzung setzte ihm stark zu. Er konnte bei zahlreichen Spielen der Dodgers nicht auflaufen. Nach der Saison 1934 beendete er seine Spielerlaufbahn.

## Trainerlaufbahn
Bereits im Jahr 1932 fungierte Friedman als Assistenztrainer an der Yale University. Unmittelbar nach Beendigung seiner Spielerlaufbahn erhielt er ein Angebot von Fiorello LaGuardia, dem Bürgermeister von New York City, als Trainer des City College of New York tätig zu werden. Das Amt wurde ihm mit einem Jahresgehalt von 4.500 US-Dollar vergütet. Die Tätigkeit behielt Friedman bis 1941 bei. Nach einer Dienstzeit bei der US Navy war er ab 1949 bis 1963 als Sportdirektor und Trainer an der Brandeis University aktiv. Ab 1964 betrieb er ein Sommerlager für Jungen, in das auch eine Footballschule integriert war.

## Abseits des Spielfelds
Friedman galt als schwieriger Mensch. Während seiner Spielerlaufbahn galt er als „Primadonna“. Er verkehrte in der sogenannten besseren Gesellschaft und lehnte den Kontakt zu seinen Mitspielern außerhalb des Spielfelds ab. 1953 behauptete er öffentlich im Alter von 48 Jahren, dass er jetzt noch professionell Football spielen könne. Dies wurde ihm als Arroganz ausgelegt. Nach der Eröffnung der Pro Football Hall of Fame schrieb er Briefe an die Presse und die Jurymitglieder und forderte darin seine Aufnahme in die Ruhmeshalle. Im Jahr 1970 führte Friedman einen Rechtsstreit gegen die NFL. Die Liga weigerte sich Spielern, die vor 1958 aktiv waren, eine Rente zu bezahlen. Sein Verhalten wurde als unangebracht angesehen und war ausschlaggebend für seine späte Aufnahme in die Pro Football Hall of Fame im Jahr 2005. Benny Friedman litt an Diabetes, im Jahr 1978 musste ihm aufgrund seiner Krankheit ein Bein amputiert werden. Psychisch sollte er sich von dieser Operation nicht mehr erholen. Im Jahr 1982 erschoss er sich in seinem eigenen Apartment in New York City. Er fand seine letzte Ruhestätte auf dem Mount Carmel Cemetery in Glendale.

## Ehrungen
Benjamin Friedman wurde fünfmal zum All-Pro gewählt. Er ist Mitglied in der Pro Football Hall of Fame (seine Aufnahme erfolgte posthum), in der College Football Hall of Fame, in der National Jewish Sports Hall of Fame und in der Michigan Sports Hall of Fame, sowie in der International Jewish Sports Hall of Fame.